# Wlonice (Wojciechowice)
Pour l’article homonyme, voir Wlonice (Ożarów).
Wlonice est une localité polonaise de la gmina de Wojciechowice, située dans le powiat d'Opatów en voïvodie de Sainte-Croix.